# Iometer
Iometer — синтетический тест дисковой и сетевой подсистем, как для одиночных, так и кластерных систем. Может использоваться в качестве базового инструмента для лабораторных исследований и поиска неисправностей. Может быть легко настроен для воспроизведения нагрузки (имитации поведения) от многих популярных приложений путём задания тестовых шаблонов.

## История
Программа создана Intel Corporation, разработчики Sean Hefty, David Levine и Fab Tillier, о создании программы было официально объявлено на Intel Developer Forum (IDF) 17 февраля 1998 года. В 2001 году Intel прекратила разработку и впоследствии передала исходники Open Source Development Lab для дальнейшего развития под Intel Open Source License. 15 ноября 2001 года проект Iometer был зарегистрирован на SourceForge.net. Проект был возобновлён Даниэлем Шейбли (Daniel Scheibli) в феврале 2003 года. С тех пор Iometer сопровождается международной группой лиц.

## Функциональность
Пакет состоит из графического интерфейса управления iometer.exe (есть только под ОС MS Windows) и генератора нагрузки dynamo.exe (предкомпилирован под Windows, Linux, Solaris, NetWare).
- В процессе проведения теста накапливаются различные статистические данные: скорость передачи данных, количество операций в секунду, время задержки, нагрузка ЦП и т. д. и т. п. При этом вычисляются не только средние значения величин, но и минимальные/максимальные, а также отдельные результаты для операций чтения/записи.
- Результаты тестирования могут быть сохранены в CSV-файле для дальнейшей обработки и анализа.
- Позволяет задавать произвольную продолжительность выполнения и наблюдать результаты тестирования в режиме реального времени.
- Позволяет проводить тесты на неразмеченных дисках.
- Поддерживает возможность задержки начала измерений для получения повторяемых результатов.